# Mowgli

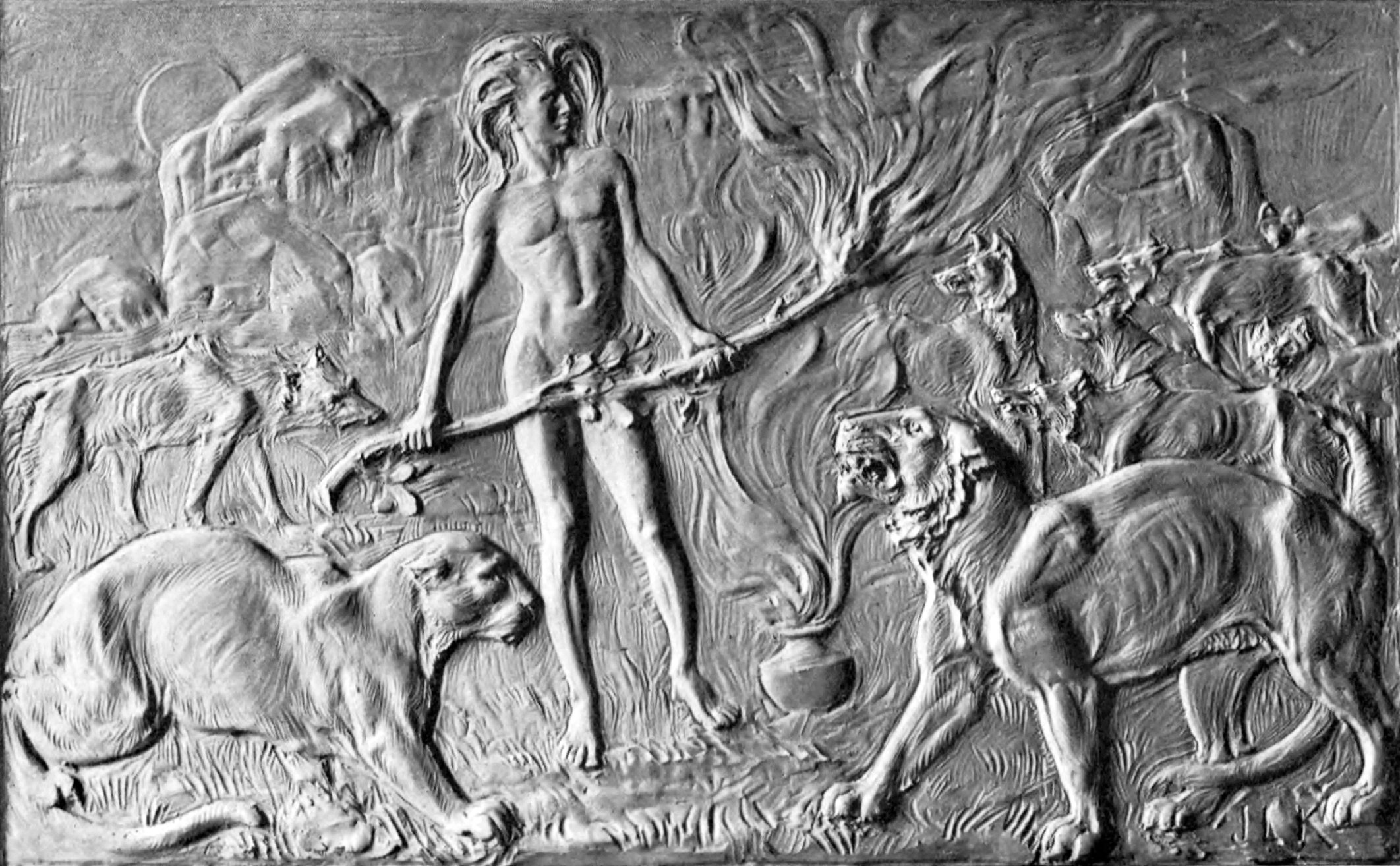
Mowgli och Sherekhan, av John Lockwood Kipling (Rudyard Kiplings far).

Mowgli är en av figurerna i Rudyard Kiplings novellsamlingar In the Rukh från 1893, Djungelboken från 1894 och Andra Djungelboken från 1895. Mowgli är ett indiskt vilt barn som uppfostras av en vargflock innan han återvänder till människorna.
Mowgli upptogs i vargflocken redan som mycket liten då hans föräldrar dödades av en tiger. Vargflockens alfahona, Raksha, tar sig an honom och de ger honom namnet Mowgli, "lilla grodan", på grund av att han inte har någon päls.
Mowgli innehar också huvudrollen i Disneys tecknade film som bygger på de första novellerna i Kiplings novellsamling Djungelboken.
Namnet Mowgli är det namn som Sveriges konung Carl XVI Gustaf antog som scout år 1955.